# دين كنودسون
دين كنودسون هو سياسي أمريكي، ولد في 29 أبريل 1961 في مايفيل في الولايات المتحدة. نشط حزبياً في الحزب الجمهوري. وقد انتخب عضو جمعية ولاية ويسكونسن ‏.